# Акционизм (искусство)
Акциони́зм — форма современного искусства, возникшая в 1960-е годы в Западной Европе.
Стремление стереть грань между искусством и действительностью приводит к поискам новых способов художественного выражения, придающих динамику произведению, вовлекая его в какое-либо действие (акцию). Акция (или искусство акции) становится общим понятием для художественных практик, в которых акцент переносится с самого произведения на процесс его создания. В акционизме художник как правило становится субъектом и/или объектом художественного произведения. Близкими к акционизму формами являются хэппенинг, перформанс, эвент, искусство действия, искусство демонстрации и ряд других форм.

## История возникновения
Временной контекст требует от деятелей искусства создания новых средств художественного выражения. Акционизм родился из изучения художниками своего тела, а также из стремления разными способами провоцировать зрителя, вовлекая его в свое произведение. В акционизме тело художника представляет собой холст, который будет являться объектом искусства, а сам художник предстанет в виде инструмента. Как говорилось ранее, понятие «акционизм» возникло в 1960-х годах на территории Западной Европы. Происходит от латинского «actio», что означает «деятельность», «действие», «деяние».
Зарождение тенденции к появлению акционизма, создание некого открытого акта творческого действа, можно отметить ещё в «танцах» вокруг холста американского абстрактного экспрессиониста Джексона Поллока. Такое влиятельное направление как абстрактный экспрессионизм складывалось на протяжении двадцати лет: оно возникло раньше течения акционизма, а именно в 1940-1950- годах XX века. В данном направлении можно условно выделить два подстиля: живопись действия и живопись цветового поля. В контексте акционизма, идейная концепция живописи действия хорошо с ним резонирует. Возникнув из сюрреализма, живопись действия акцентировала внимание на важности экспрессивного жеста, проявляемого в момент создания произведения. Отметим, что данный подстиль также можно соотнести с идеями акционизма, проведя параллель в отношении важности и первостепенности творческого процесса над получаемым результатом.
Истоки акционизма следует искать в выступлениях дадаистов и сюрреалистов, деятельности абстракционистов (в частности Поллока), в опытах «живых картин» Кляйна. В 1950—1960-х акционизм выходит на новый уровень, превращаясь в театральное действие, заявляет о себе декларациями, обосновывающее создание четырёхмерного искусства, развивающегося во времени и пространстве. Хэппенинги и перформансы играют особую роль в движении акционизма.
Одним из первых прототипов акционистского искусства становится демонстрация уже ранее упоминавшегося Ива Кляйна. Кляйн создавал «живые картины» — работы, в которых в качестве инструмента нанесения краски он использовал отпечатки тел на холсте. Публичная демонстрация одной из таких работ (антропометрий) состоялась в марте 1960 года в Париже. Музыкальным фоном для этого действа была выбрана «Монотонная симфония», написанная самим художником в 1949 году. Три обнаженные модели, сначала раскрасив себя в синий цвет, оставляли отпечатки своих тел на холстах. После этого публика, наблюдавшая за действием и состоявшая из художников, коллекционеров и критиков, была приглашена принять участие в общей дискуссии. Таким образом, выводя искусство из плоскости холста и театрализируя процесс создания работ, Ив Кляйн точно предсказал появление и стоял у истоков течения акционизма.
Широкое распространение акционизма произошло в Австрии. Выделяют направление «венский акционизм». Членами группы были Гюнтер Брус, Отто Мюль и Герман Нитч.
Немецкий художник ХА Шульт явился одним из первых художников, который в своих работах обратил внимание на экологические проблемы современности и внёс существенный вклад в сегодняшнее экологическое сознание. Его кредо: «искусство — это жизнь, а жизнь — это искусство».

В России образовалось свое течение: «московский акционизм». Его представляли такие деятели искусства, как Александр Бренер, Олег Кулик, Авдей Тер-Оганьян, Анатолий Осмоловский, а также Движение Э.Т.И. Александр Бренер стал проводить первые акции в 1990-х годах, когда распался СССР. Его первыми акциями были акции, обличающие капитализм. Проводил он их, что символично, возле «Макдональдса» на Пушкинской площади. Например, в рамках воплощения одной из идей, а именно перфоманса «Языки», соратники Александра Бренера купили в ресторане «Макдональдс» молочные коктейли и соусы, взяли художника на руки, и, облив его принесенными продуктами, стали слизывать с его одежды получившуюся смесь. Анатолий Осмоловский, по воспоминаниям Олега Кулика, проводил 
«…революционные какие-то акции: залезал на памятник Маяковскому и курил на нем сигары. Здесь было много метафор: большой революционер и маленькие современные революционеры, которые сидят на плечах великих отцов».
Стремление стереть грань между искусством и действительностью приводит к поискам новых способов художественного выражения, придающих динамику произведению, вовлекая его в какое-либо действие (акцию).
По мнению левого контркультурного деятеля А. Цветкова,

авангардной практикой остается акционизм, то есть вторжение радикального художника на не готовую к этому публичную территорию с последующим скандалом, провоцирующим власть реагировать, а зрителя — думать. Наибольшего успеха в этой области добился Кристоф Шлингензиф, начинавший как театральный режиссёр и телеведущий, но бросивший все прежние занятия ради арт-экстремизма. В один прекрасный день он призвал немецких бездомных и сочувствующих им собраться на берегу Вольфгангзее и дружно войти в воду, чтобы озеро вышло из берегов и затопило стоящую рядом резиденцию канцлера Коля.— Алексей Цветков. Художественный авангард и социалистическая программа